# Passerina comosa
Passerina comosa är en tibastväxtart som beskrevs av Charles Henry Wright. Passerina comosa ingår i släktet Passerina och familjen tibastväxter. Inga underarter finns listade i Catalogue of Life.